# Belben (DJ)
Belben (né Benjamin Bélet le 18 janvier 1992 à Paris) est un DJ, musicien et compositeur français résidant en Belgique . Actif depuis plus de 15 ans dans la scène électronique internationale, il est reconnu pour ses sets Indie Dance aux influences ethniques ainsi que pour ses productions et évènements. 

## Biographie
Belben est issu d’une famille artistique – son père graphiste en Suisse et sa mère danseuse professionnelle voyageant entre Paris, Athènes, Rio de Janeiro, Lisbonne et Valence – il évolue dès son plus jeune âge dans un univers créatif. À 16 ans, alors qu’il vit à Zurich, il découvre le DJing et se produit dans les clubs locaux, inspiré par la French Touch et DJ Mehdi. Après quelques dates à Paris, il s’installe à Bruxelles en 2012 où il abandonne ses études de graphisme à Saint-Luc pour se consacrer pleinement à la musique.
Depuis, Belben s’est imposé comme une figure de la nuit bruxelloise. Il s’est produit dans des lieux emblématiques tels que le Mirano, le Society, le Spirito ou le Bloody Louis, et a participé à de grands festivals tels que Tomorrowland , We Can Dance et Voodoo Village. Il s’est également fait remarquer comme DJ résident du Sanctuary Rome.
Sa renommée s’est renforcée grâce à ses performances aux côtés de figures internationales de l’électronique, parmi lesquelles Adana Twins, Konstantin Sibold, Charlotte De Witte,  Adam Ten, Mita Gami, Emmanuel Satie, Radeckt, Magdalena, Fedele, Fur Coat, Seth Troxler, Samantha Lovridge, Luna & Lenthe, Maxim Lany, Nico Morano, et bien d’autres.
En parallèle, Belben s’illustre aussi comme organisateur d’événements, étant à l’origine de concepts tels que Down, Intense, Soulcity ou encore Nocturama.
Après plus de quinze ans derrière les platines, il franchit un cap en 2025 en se lançant dans la production musicale. Son premier EP, Enjoy Your Flight , inspiré de ses nombreux voyages entre clubs et pays, rencontre un succès immédiat : soutenu par des artistes de renommée, il atteint la 20e place du classement Beatport Indie Dance. Quelques semaines plus tard, il confirme son entrée dans la production avec Coughcore, qui sort en septembre sur le label Sato.

### EP
- 2025 : Enjoy Your Flight
- 2025 : Coughcore
- 2025 : Teckel ft Buddy95